# Pakoszów (województwo opolskie)
Pakoszów (niem. Donnersmark) – wieś w Polsce, położona w województwie opolskim, w powiecie oleskim, w gminie Gorzów Śląski.
W latach 1975–1998 miejscowość należała administracyjnie do województwa częstochowskiego.

## Nazwa
15 marca 1947 r. nadano miejscowości polską nazwę Pakoszów.

## Demografia
W 1925 r. w miejscowości mieszkało 295 osób, w 1933 r. 288 osób, a w 1939 r. – 644.

## Historia
Do głosowania podczas plebiscytu uprawnionych było w Pakoszowie 228 osób, z czego 139, ok. 61,0%, stanowili mieszkańcy (w tym 135, ok. 59,2% całości, mieszkańcy urodzeni w miejscowości). Oddano 220 głosów (ok. 96,5% uprawnionych), w tym 220 (100%) ważnych; za Niemcami głosowały 192 osoby (ok. 87,3%), a za Polską 28 osób (ok. 12,7%).
1 kwietnia 1939 r. do Pakoszowa włączono miejscowość Budzów.